# ウルフクリーク・クレーター

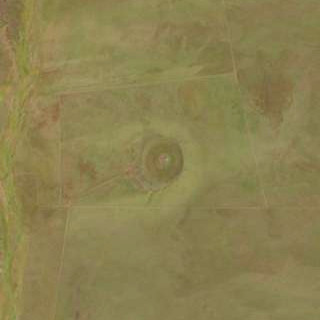
Sentinel-2によって撮影されたウルフクリーク・クレーター。

ウルフクリーク・クレーター（英語：Wolfe Creek Crater）は、西オーストラリア州ホールズクリークから南約150kmに位置する衝突クレーターである。

## 概要
ウルフクリーク・メテオライト国立公園の中心に位置し、直径約875メートル、深さ60メートルのクレーターとなる。衝突した隕石は直径約15メートル、17万トンと推定されており、今からおおよそ12万年前の更新世に衝突したとみられている。クレーター周辺では少数の鉄隕石や、「シェールボール（英語：Shale Ball）」と呼ばれる主成分が酸化鉄で構成される大きな隕石の破片（大きいもので250キログラム）が発見されている。
1947年に周辺の航空測量を行っていた際に発見され、その2ヶ月後に地上調査が開始、1949年に初めて論文誌にて発表された。クレーターの名称は、近辺に存在する湖（ウルフ・クリーク＝ウルフ湖）から取られている。なお、湖の名称はゴールドラッシュ時代にストアキーパー（当時の金鉱の周辺には「Store」と呼ばれる何でも屋に近い店があり、そのオーナーの呼称のこと）として富をなし、ホールズクリークの街を設立したロバート・ウルフ（英語：Robert Wolfe）が元となっている。

## 先住民族にとっての重要性
オーストラリアの先住民、アボリジニの一部族であるジャル族（英語：Djaru, Jaru）は本クレーターのことをカンディマラル（英語：Kandimalal）と呼ぶ。クレーターの生成についてのジャル族の言い伝えはいくつか存在する。一つは、クレーターの丸い地形は地中から出てきた巨大な虹色の蛇が這った跡とするもの。ジャル族の長老によるもう一つの言い伝えは、「ある日半月と夜の星が近づきすぎたため夜の星がとても熱くなり、地上へ落下した。ものすごい爆発と閃光とともに土煙があがったため人々は怖がり、クレーターの近くに長い年月のあいだ寄り付かなかった。人々は最終的にクレーターへ近づいたが、そのときにその場所が夜の星が落ちてきた場所だと気づいた。」と、クレーターが落下した天体によって生成されたものだと認識されている。
カンディマラルはジャル族の芸術によく登場する。

## メディアへの登場
ウルフクリーク・クレーターは、2005年公開のホラー映画『ウルフクリーク/猟奇殺人谷』および2013年公開の『ウルフクリーク/猟奇殺人谷2』の劇中に登場している。